# Suvi Mikkonen
Suvi Mikkonen (* 11. Juli 1988) ist eine ehemalige finnische Taekwondoin. Sie startete in der Gewichtsklasse bis 57 Kilogramm.
Suvi Mikkonen kam im Alter von vier Jahren über Karate zum Taekwondo. Mit 13 Jahren zog sie mit ihren Eltern nach Madrid, wo sie seitdem professionell trainierte. Ihre ersten Titelkämpfe bestritt sie bei der Junioreneuropameisterschaft 2002 in Iraklio. Im Erwachsenenbereich startete sie bei der Europameisterschaft 2008 in Rom und bei der Weltmeisterschaft 2009 in Kopenhagen, schied aber jeweils in ihren Auftaktkämpfen aus.
Mikkonen erreichte bei der europäischen Ausscheidung im Januar 2012 in Kasan in der Gewichtsklasse bis 57 Kilogramm das Finale und qualifizierte sich für die Olympischen Spiele in London. Dort unterlag sie Tseng Li-cheng im Kampf um die Bronzemedaille.